# Градски торањ Меркур (Москва)
Градски торањ Меркур (рус. Меркурий Сити Тауэр) је облакодер у Москви висок 338,8 m и једна од највиших зграда у Европи. Структура је врло препознатљива због своје златне стаклене фасаде.

## Преглед
Налази се у Московском интернационалном пословном центру и његова изградња је почела 2009. године. Градски торањ Меркур је вишенаменска зграда са становима, канцеларијама и продавницама. Кула се налази на парцели 14 МИПЦа. Висина објекта износи 339 m изнад земље, са пет подземних етажа. Врх зграде је на 338,8 m и тиме је 1. новембра 2012. године преузела рекорд од торња Шард у Лондону као највиша зграда Европе.

## Галерија
- Март 2010
- Август 2010
- Новембар 2010
- Август 2011
- Октобар2012
- Август 2014
- Жичана слика торња